# Ignac Golob (partizan)
Ignac Golob, slovenski partizan in politični komisar, * 26. julij 1914, Trebuše na Primorskem, † 1943.
2. februarja 1943 je vstopil v NOV in POS. Kot pripadnik Gubčeve brigade je bil eden izmed odposlancev, ki so se udeležili Zbora odposlancev slovenskega naroda v Kočevju.